# هيا بنت الحسين
هيا بنت الحسين (3 مايو 1974 -)، أميرة أردنية. ابنة الملك الحسين بن طلال من زوجته الملكة علياء، والأخت غير الشقيقة للملك عبد الله الثاني بن الحسين، والزوجة السابقة للشيخ محمد بن راشد آل مكتوم نائب رئيس دولة الإمارات العربية المتحدة رئيس مجلس الوزراء حاكم إمارة دبي. عينت سنة 2007 رسول السلام التابع للأمم المتحدة.

## النشأة
ولدت الأميرة هيا في عمان، وهي ابنة الملك حسين من زوجته الثالثة الملكة علياء. لديها شقيق واحد هو الأمير علي بن الحسين وهو أصغر منها بعام ونصف، توفيت والدتها الملكة علياء في حادث تحطم مروحية في 9 فبراير 1977، وهي في طريق عودتها من جنوب الأردن إلى عمّان، وكانت هيا وقتها في الثالثة من العمر.
تلقت الأميرة هيا تعليمها الابتدائي في الأردن ثم التحقت عام 1985 بمدرسة بادمنتون في إنجلترا، وبعدها بمدرسة براينستون في مقاطعة دورست بجنوب غرب إنجلترا لدراسة اللغة الإنجليزية وآدابها والسياسة والتاريخ. والتحقت عام 1992 بكلية سانت هيلدا حيث درست العلوم السياسية والاقتصادية في جامعة أوكسفورد وتخرجت منها في عام 1994.
برعت الأميرة هيا بالفروسية ونالت جوائز دولية عديدة فيها. كما شغلت منصب رئيسة الاتحاد الدولي للفروسية وسفيرة الأمم المتحدة للسلام.
يذكر أن الأميرة هيا لديها أخت بالتبني أكبر منها تدعى عبير، تبناها الملك الحسين والملكة علياء بعد وفاة والدة عبير في حادث تحطم طائرة على مخيم للاجئين الفلسطينيين، تقول الأميرة هيا: «لقد قررت والدتي تبني عبير بعد حادث تحطم طائرة سوفييتية «توبيلوف» على منزل ذويها. وقد نجت عبير ووالدها فقط من هذا الحادث وكانت تبلغ من العمر أشهر عدة. لقد أمضت ساعات عديدة تحت الأنقاض إلى أن عثر عليها رجال الإنقاذ الذين لم يفطنوا إلى أنها مازالت على قيد الحياة حينها».

## الرياضة
شاركت الأميرة هيا في البطولة العالمية للفروسية عام 2002 التي أقيمت في شريش في إسبانيا وفي دورة الألعاب الأولمبية الصيفية 2002 في سيدني وقد مثلت الأردن في مسابقة قفز الحواجز، حيث كانت أيضاً حاملة علم بلادها. إضافة لذلك، حازت الأميرة هيا على الميدالية البرونزية في مسابقة القفز في دورة الألعاب العربية السابعة 1992 التي أقيمت في دمشق.
انتخبت الأميرة هيا رئيس الاتحاد الدولي للفروسية عام 2006 لمدة أربع سنوات أولية.
في 7 حزيران (يونيو) 2008، فاز المهر «نيو أبروتش» ذو الثلاث سنوات والذي تملكه الأميرة هيا ببطولة ديربي إبسوم، وقد تم تدريبه في أيرلندا على يد المدرب جيم بولجير. في 25 تشرين الأول (أكتوبر) 2008 فاز مهرها البالغ من العمر 3 سنوات «رافينز باس» بمبلغ 5 ملايين دولار أمريكي في كأس المربين الكلاسيكية. تقاعد نيو أبروتش نهاية موسم السباقات عام 2008. عام 2009، وبسبب مساهماتها في عالم الفروسية، منحت منصب الراعية الأولى في تدريب الخيول. تتولى الأميرة هيا منصب رئيس رابطة اللاعبين الأردنيين الدولية الثقافية والتي تأسست لتوفير الحوافز والدعم للرياضيين من قبل الأندية الرياضية والاتحادات الوطنية.

## المراكز والأدوار والألقاب الفخرية
- سلسلة الأمل، رئيس فخري.[9]
- مدينة دبي الطبية'، رئيسة[10]
- المنتدى الإنساني العالمي'، عضو مؤسس
- مركز هيا الثقافي، رئيسة
- INDEMAJ، رئيسة
- الاتحاد الدولي للفروسية، رئيسة[11]
- المدينة العالمية للخدمات الإنسانية، رئيسة[9]
- رابطة اللاعبين الأردنيين الدولية الثقافية، رئيسة
- اللجنة البارالمبية الدولية، عضو المجلس الفخري[12]
- النقابة العامة للعاملين في النقل البري والميكانيك، رئيس فخري[13]
- المنظمة العالمية لصحة الحيوان، سفيرة النوايا الحسنة[14]
- مركز الأميرة هيا للتقانات الحيوية، رئيس فخري[15]
- مركز الأميرة هيا الثقافي الإسلامي، رئيس فخري
- تكية أم علي، رئيسة[16]
- أكاديمية فن الكتاب الإسلامي التقليدي، رئيس
- مجلس الإمارات العربية المتحدة للقبالة والتمريض، رئيس
- الأمم المتحدة، رسول السلام[17]

## الحياة الشخصية

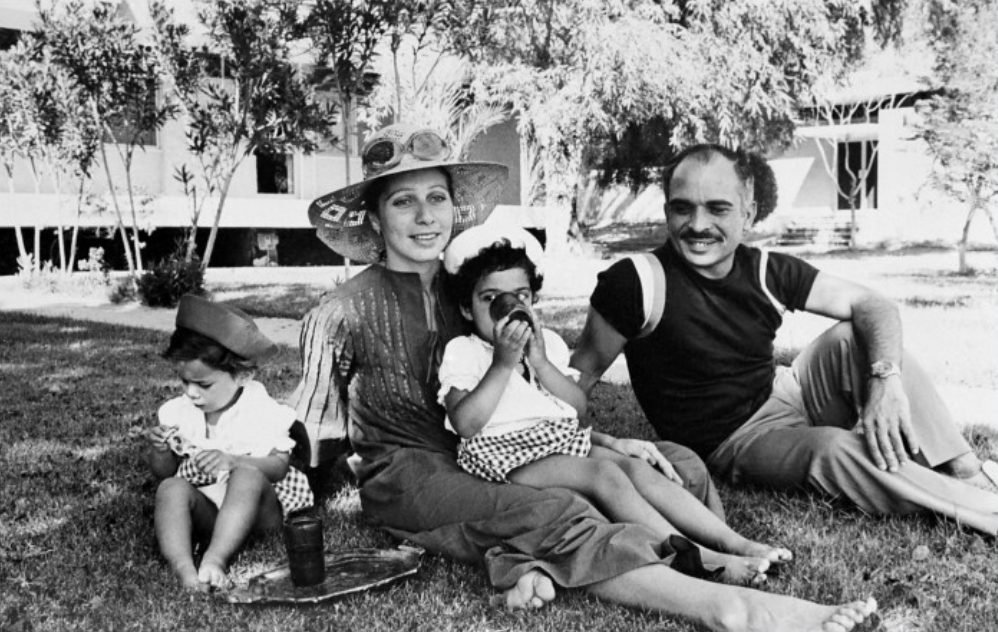
الملك حسين برفقة الملكة علياء وتظهر في الصورة الأميرة هيا وشقيقها الأمير علي.

تزوجت الأميرة هيا من محمد بن راشد آل مكتوم حاكم إمارة دبي ووزير الدفاع في دولة الإمارات العربية المتحدة، يوم السبت 10 أبريل 2004، عندما كان وليًا للعهد. وأثمر زواجهما عن ولدين، بنت سمتها الجليلة (ولدت في 2 ديسمبر 2007 ). وابن سُمّي زايد (ولد في 7 يناير 2012 ).
في يونيو 2019، انتشرت أنباء استقرار الأميرة هيا في المملكة المتحدة، بعد تركها دبي رفقة ولديها، وأشارت الأنباء الصحفيَّة إلى وجود دعاوى انفصال قضائية في المحاكم البريطانية بين هيا بنت الحسين ومحمد بن راشد، وهي أنباء لم تؤكّد رسميًا من أي جهة. إلّا أنهما كشفا لاحقًا عبر بيان مُشترك صدر عنهما أن الدعاوى القانونية المنظورة في المحاكم البريطانية تتصّل برعاية طفليهما ولا تتعلق بطلاق أو أمور مالية. وفي 31 يوليو 2019، ذكرت وسائل الإعلام أن الأميرة هيا طلبت خلال جلسة استماع في محكمة بريطانية «حضانة طفليها والحصول على أمر حماية من الزواج القسري»، بينما طلب الطرف الآخر إعادة الولدين إلى الإمارات، وحُدّد تاريخ 11 نوفمبر 2019 ميعادًا للجلسة المقبلة.

## روابط خارجية
- هيا بنت الحسين على موقع أوليمبيديا (الإنجليزية)
- هيا بنت الحسين على موقع IMDb (الإنجليزية)